# Léon Feix

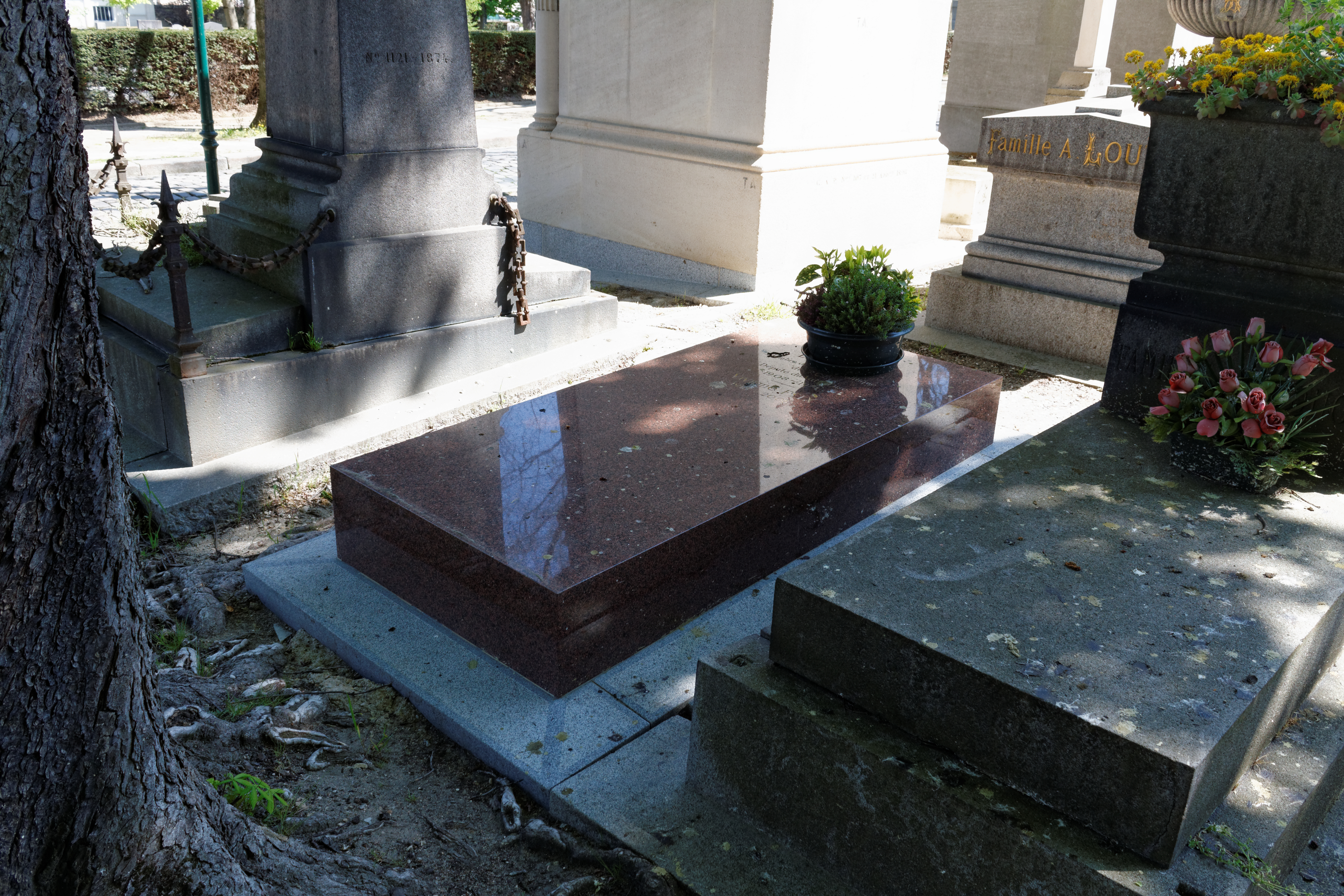
Tombe au cimetière du Père-Lachaise.

Léon Feix, né le 10 janvier 1908 à Forgès en Corrèze et mort le 28 avril 1974 à Fort-de-France en Martinique, est un homme politique français. Un des dirigeants du Parti communiste français, il a été député de Seine-et-Oise puis du Val-d'Oise.

## Biographie
Léon Feix naît en 1908 en Corrèze dans une famille de petits paysans. Orphelin à onze ans, il est encouragé par un oncle à poursuivre ses études : il se forme au métier d'instituteur à l’École normale de Tulle de 1925 à 1928.
Il devint militant communiste en 1931 dans son département natal. Mobilisé en 1939, il est, de retour à la vie civile, poursuivi et emprisonné pour propagande communiste. Interné en métropole puis déporté en Algérie, il s'évade en 1942 et poursuit son activité résistante.
Membre du Comité central du PCF à partir de 1947, il est membre du Bureau politique de 1954 à 1961. De 1950 à 1958, il siège à l'Assemblée de l'Union française, et mène une intense activité anti-colonialiste. Il est élu  député de Seine-et-Oise (circonscription d'Argenteuil) de 1962 à 1967 et du Val-d'Oise de 1967 à sa mort en 1974. Il siège à la commission des Affaires étrangères.
Il est inhumé au cimetière du Père-Lachaise (85e division).

## Hommage
- Boulevard Léon-Feix à Argenteuil